# Rugby à XV aux Jeux méditerranéens de 1979
Navigation
1955 1983
L’épreuve de rugby à XV aux Jeux méditerranéens de 1979 est une épreuve qui a duré du 16 au 22 septembre 1979, lors des Jeux méditerranéens de 1979, à Split en Yougoslavie.

## Résultats
La France obtient ici son deuxième titre, après le sacre de 1955.
| Event                 | Or     | Argent | Bronze |
| --------------------- | ------ | ------ | ------ |
| Résultats des finales | France | Italie | Maroc  |

## Résultats détaillés

### Groupe A
| Équipe  | J | V | N | D | Pm | Pe | Diff | Points |
| ------- | - | - | - | - | -- | -- | ---- | ------ |
| Italie  | 2 | 2 | 0 | 0 | 26 | 16 | +10  | 4      |
| Maroc   | 2 | 1 | 0 | 1 | 23 | 18 | +5   | 2      |
| Espagne | 2 | 0 | 0 | 2 | 15 | 32 | -17  | 0      |

| 16 septembre 1977 | Espagne | 8 – 16 | Maroc | Stade Stari plac, Split Arbitre : Constantin Udrea |
| 16 septembre 1977 |         |        |       | Stade Stari plac, Split Arbitre : Constantin Udrea |
| 16 septembre 1977 |         |        |       | Stade Stari plac, Split Arbitre : Constantin Udrea |

| 18 septembre 1979 | Italie                                                                                                 | 16 – 9 (0 - 0) | Espagne                                                                | Gradski sportski centar, Makarska Arbitre : Jean Claude Doulcet |
| 18 septembre 1979 | Essai(s) : Massimo Mascioletti Transformation(s) : Stefano Bettarello Pénalité(s) : Stefano Bettarello |                | Pénalité(s) : Jose Francisco Lorenzo Berberana (2) Manolo Moriche (en) | Gradski sportski centar, Makarska Arbitre : Jean Claude Doulcet |
| 18 septembre 1979 | |                |                                                                        | Gradski sportski centar, Makarska Arbitre : Jean Claude Doulcet |

| 20 septembre 1977 | Italie                                                                                    | 10 – 7 (10 - 3) | Maroc                                         | Gradski sportski centar, Makarska Arbitre : Roger Quittenton |
| 20 septembre 1977 | Essai(s) : Andrea Angrisani (it) Serafino Ghizzoni Transformation(s) : Fabio Trentin (de) |                 | Essai(s) : Bestagi Transformation(s) : Mbarki | Gradski sportski centar, Makarska Arbitre : Roger Quittenton |
| 20 septembre 1977 |                                                                                           |                 |                                               | Gradski sportski centar, Makarska Arbitre : Roger Quittenton |

### Groupe B
| Équipe      | J | V | N | D | Pm  | Pe  | Diff | Points |
| ----------- | - | - | - | - | --- | --- | ---- | ------ |
| France T    | 2 | 2 | 0 | 0 | 190 | 9   | +181 | 4      |
| Yougoslavie | 2 | 1 | 0 | 1 | 29  | 86  | −57  | 2      |
| Tunisie     | 2 | 0 | 0 | 2 | 3   | 127 | −124 | 0      |

| 16 septembre 1979 | Yougoslavie | 23 – 0 | Tunisie | Stade Stari plac, Split |
| 16 septembre 1979 |             |        |         | Stade Stari plac, Split |
| 16 septembre 1979 |             |        |         | Stade Stari plac, Split |

| 18 septembre 1979 | France Capitaine : Paparemborde | 104 – 3 , | Tunisie | Stade de Poljud ou Stade Stari plac, Split |
| 18 septembre 1979 | Essai(s) : Philippe Dintrans (1) Alain Maleig (2) Jean-François Marchal (3) Yves Malquier (2) Yves Lafarge (1) Guy Laporte (2) Frédéric Costes (4) Patrick Mesny (1) Louis Bilbao (3) Serge Blanco (2) Transformation(s) : Guy Laporte (10) |           |         | Stade de Poljud ou Stade Stari plac, Split |
| 18 septembre 1979 | |           |         | Stade de Poljud ou Stade Stari plac, Split |

| 20 septembre 1979 | France | 86 – 6 | Yougoslavie | Stade Stari plac, Split 5 000 spectateurs Arbitre : Constantin Udrea |
| 20 septembre 1979 |        |        |             | Stade Stari plac, Split 5 000 spectateurs Arbitre : Constantin Udrea |
| 20 septembre 1979 |        |        |             | Stade Stari plac, Split 5 000 spectateurs Arbitre : Constantin Udrea |

## Phase finale

### Match pour la5eplace
| 22 septembre 1979 | Espagne | 62 – 0 | Tunisie | Stade Stari plac, Split |
| 22 septembre 1979 |         |        |         | Stade Stari plac, Split |
| 22 septembre 1979 |         |        |         | Stade Stari plac, Split |

### Match pour la3eplace
| 22 septembre 1979 | Maroc | 22 – 7 | Yougoslavie | Stade Stari plac, Split |
| 22 septembre 1979 |       |        |             | Stade Stari plac, Split |
| 22 septembre 1979 |       |        |             | Stade Stari plac, Split |

### Finale
| 22 septembre 1979 | France | 38 – 12 (0 – 6) | Italie                                                                               | Gradski sportski centar, Makarska Arbitre : Roger Quittenton |
| 22 septembre 1979 | Essai(s) : Didier Codorniou Patrick Mesny Yves Malquier (2) Serge Blanco Louis Bilbao Transformation(s) : Guy Laporte (4) Pénalité(s) : Guy Laporte (2) |                 | Pénalité(s) : Fabio Trentin (de) (2) Stefano Bettarello Drop(s) : Stefano Bettarello | Gradski sportski centar, Makarska Arbitre : Roger Quittenton |
| 22 septembre 1979 | |                 |                                                                                      | Gradski sportski centar, Makarska Arbitre : Roger Quittenton |

## Tableau final
La france termine 1re face à l’Italie. Le Maroc termine le podium, et la Yougoslavie, l’Espagne et la Tunisie finissent le classement.
| Rank               | Team        |
| ------------------ | ----------- |
| Médaille d'or      | France T    |
| Médaille d'argent  | Italie      |
| Médaille de bronze | Maroc       |
| 4                  | Yougoslavie |
| 5                  | Espagne     |
| 6                  | Tunisie     |

- Vainqueur du Tournoi
- T : tenant du titre 1955